# Navolga Corona
Navolga Corona est une corona, formation géologique en forme de couronne, située sur la planète Vénus par -48,6° S et 296,5° E. Elle est localisée dans le quadrangle de Themis Regio. Elle a été nommée en référence à Navolga, déesse Ganda (Ouganda) de la naissance. 

## Géographie et géologie
Navolga Corona couvre une surface circulaire d'environ 170 km de diamètre. 